# Mastixis languida
Mastixis languida är en fjärilsart som beskrevs av Paul Dognin 1914. Mastixis languida ingår i släktet Mastixis och familjen nattflyn. Inga underarter finns listade i Catalogue of Life.